# Molecularitat
Molecularitat és el nombre de molècules que intervenen en una reacció química elemental, això és la que té lloc en una sola etapa. En les reaccions que tenen lloc en dissolució no es consideren les molècules del dissolvent que puguin solvatar les molècules que reaccionen. La reacció elemental és dita unimolecular, bimolecular o trimolecular, segons que hi intervinguin una, dues o tres molècules. Experimentalment s'ha observat que no hi ha molecularitats més altes.

## Reaccions unimoleculars
Les reaccions unimoleculars són les reaccions elementals en què reacciona una sola molècula. Pot ser el cas d'una descomposició o, també, d'una reorganització dels enllaços dins una mateixa molècula, com ara la transformació del cis-but-2-è en trans-but-2-è. Un exemple de descomposició seria la del diiode en iode atòmic:
{\displaystyle I_{2}(g)\quad \longrightarrow \quad 2\,I(g)}
o la reacció de descomposició d'una molècula d'ozó en una de dioxigen i un àtom d'oxigen:
{\displaystyle O_{3}(g)\quad \longrightarrow \quad O_{2}(g)\,+\,O(g)}

## Reaccions bimoleculars
Les reaccions elementals més comunes són les bimoleculars, això és, les que interaccionen dues molècules de reactius per a donar productes. Un exemple és la reacció, en estat gasós, entre una molècula de monòxid de nitrogen i una d'ozó, que produeix diòxid de nitrogen i dioxigen:
{\displaystyle NO(g)\,+\,O_{3}(g)\quad \longrightarrow \quad NO_{2}(g)\,+\,O_{2}(g)}
o la reacció d'un àtom de clor amb una molècula de metà per a donar una molècula de clorur d'hidrogen i un radical metil:
{\displaystyle Cl(g)\,+\,CH_{4}(g)\quad \longrightarrow \quad HCl(g)\,+\,CH_{3}(g)}

## Reaccions trimoleculars
Les reaccions trimoleculars, és a dir les reaccions elementals que es produeixen per interacció al mateix temps de tres molècules de reactius, són poc freqüents a causa de la baixa probabilitat que tres molècules diferents es posin al mateix temps en contacte per a reaccionar i en l'orientació adequada. Malgrat que la baixa probabilitat se n'han observat algunes, com ara la reacció de dues molècules de monòxid de nitrogen i una molècula de dihidrogen per a donar una molècula de dinitrogen i una de peròxid d'hidrogen:{\displaystyle 2\,NO(g)\,+\,H_{2}(g)\quad \longrightarrow \quad N_{2}(g)\,+\,H_{2}O_{2}(g)}